# Institut für Höhere Studien
Das Wiener Institut für Höhere Studien – Institute for Advanced Studies (IHS) (früher: Institut für Höhere Studien und wissenschaftliche Forschung) ist ein Sozial- und Wirtschaftsforschungsinstitut in Österreich.
Das IHS setzt jährlich 11,5 Millionen Euro um (Stand 2020) und versteht sich als wirtschafts- und sozialwissenschaftliches Forschungszentrum, das im Dialog mit Politik und Wissenschaft Fragestellungen entwickelt und sowohl wissenschaftliche als auch politikrelevante Beiträge liefert.
Im Herbst 2023 wurde im Rahmen des Forum Alpbach eine vom Bildungsministerium in Auftrag gegebene Studie zur Wissenschaftsskepsis (IHS-Forschungsgruppe Wissenschaft, Technik und gesellschaftliche Transformation) inkl. FWF-mitvermittelter Podiumsdiskussion besprochen.

## Geschichte
Das IHS wurde 1963 von zwei bekannten Exilösterreichern, dem Soziologen Paul F. Lazarsfeld und dem Wirtschaftswissenschaftler Oskar Morgenstern, gegründet. Die finanzielle Unterstützung stammte von der Ford-Stiftung, dem österreichischen Unterrichtsministerium und der Stadt Wien. Bis 1968 wirkte Freda Meissner-Blau unter dem damaligen Direktor Ernst Florian Winter als Generalsekretärin am IHS.
2016 wurde der österreichische Ökonom Martin Kocher zum Direktor bestellt. Nachdem Kocher am 11. Jänner 2021 als Arbeitsminister der Bundesregierung Kurz II angelobt wurde, übernahm Eva Liebmann-Pesendorfer interimistisch die Leitung. Als Nachfolger von Kocher war ursprünglich Lars Feld vorgesehen, er trat die Stelle aber nicht an. Auch der Chef des Brüsseler Thinktanks Bruegel Guntram Wolff sagte für den Posten ab. Zum interimistischen wissenschaftlichen Leiter ab 2. Mai 2022 wurde der emeritierte Wirtschaftsprofessor Klaus Neusser bestellt. Im Dezember 2022 beschloss das IHS-Kuratorium, mit dem deutschen Wirtschaftswissenschafter Holger Bonin Verhandlungen über die Neubesetzung der wissenschaftlichen Leitung aufzunehmen. Diese Verhandlungen wurden mit 16. Februar 2023 erfolgreich abgeschlossen, Bonin trat die Leitung des IHS mit 1. Juli 2023 an.

## Struktur des Instituts
Die Forschung am IHS wird durch acht Forschungsgruppen (Stand 2023) abgebildet:
- Energie, Umwelt und nachhaltige Wirtschaftsstrukturen
- Europäische Governance, Öffentliche Finanzen und Arbeitsmarkt
- Gesundheitsökonomik und -politik
- Hochschulforschung
- Bildungsforschung und Beschäftigung
- Verhaltensökonomik
- Makroökonomik und Konjunktur
- Wissenschaft, Technik und gesellschaftliche Transformation

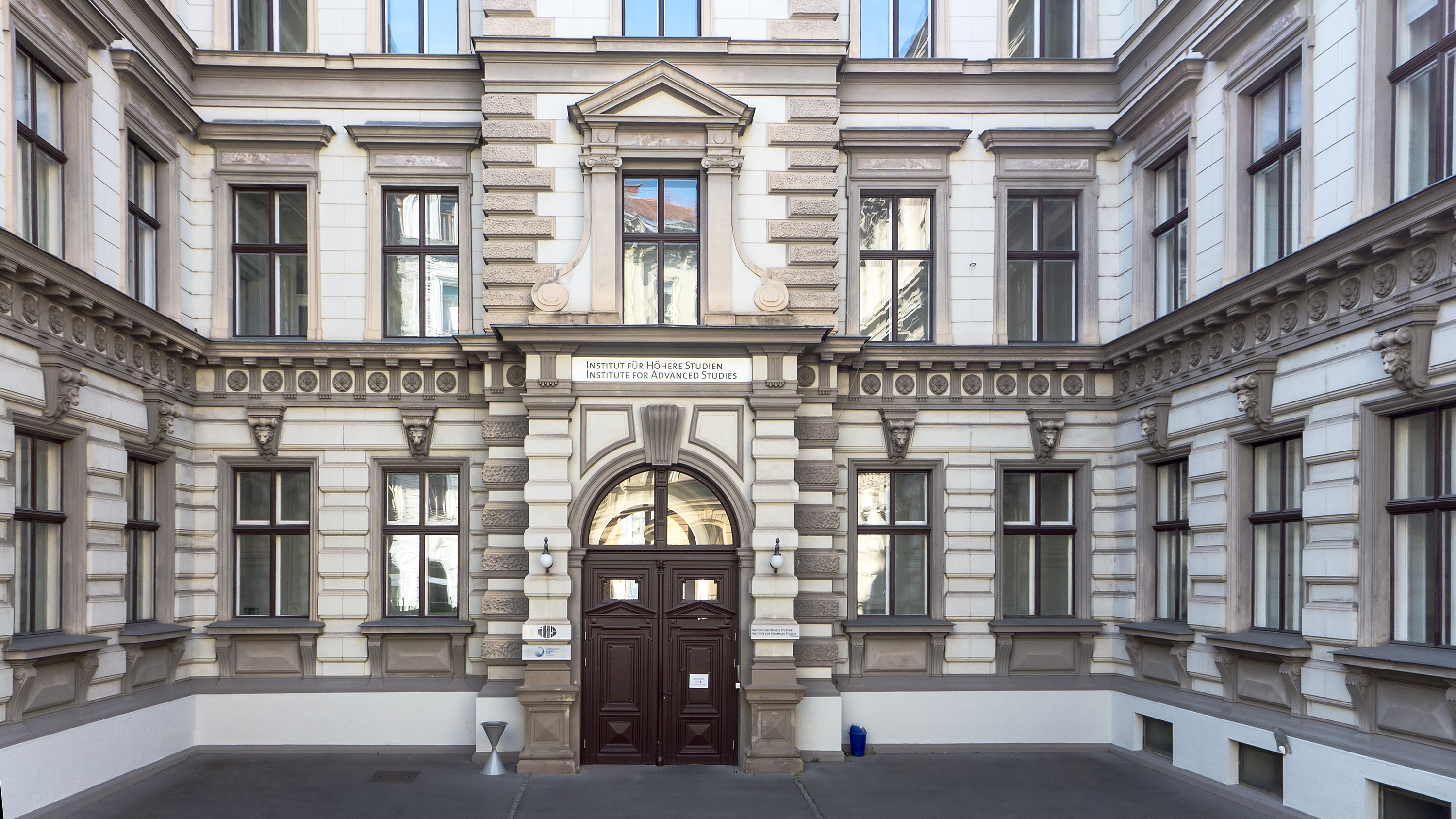
Seit Sommer 2015 ist das Institut für Höhere Studien im Palais Strozzi untergebracht.

Des Weiteren unterstützt das IHS Doktoranden-Kolleg Nachwuchswissenschafter dabei, das Doktorat zu erlangen. Das Institut kooperiert dazu mit verschiedenen Doktoratsprogrammen und internationalen Trainingsnetzwerken, wie der Vienna Graduate School of Economics. oder der Vienna Graduate School of Finance In der Öffentlichkeit ist das IHS vor allem für seine Wirtschaftsprognosen bekannt, die vierteljährlich gemeinsam mit den Prognosen des WIFO präsentiert werden und die größte Resonanz in den österreichischen Medien finden.

## Standort
Der Sitz befindet sich seit Sommer 2015 in der Josefstädter Straße 39, dem Palais Strozzi, Wien 8. Mehr als 50 Jahre war das außeruniversitäre Forschungsinstitut in der Stumpergasse, Wien 6 untergebracht.

## Leitung und Organe
Das IHS ist als Verein organisiert und wird von einem (wissenschaftlichen) Direktor geleitet (ab der Neubesetzung der Leitung 2016 zusätzlich unterstützt von einem Generalsekretär). Die Funktion eines Aufsichtsrates übernimmt das Kuratorium, darüber hinaus ist ein wissenschaftlicher Beirat eingerichtet.

### Direktoren
| Zeitraum                          | Name                                      |
| --------------------------------- | ----------------------------------------- |
| 1963–1965                         | Slawtscho Sagoroff (Gründungsdirektor)    |
| 1965–1966                         | Oskar Morgenstern                         |
| 1966–1967                         | Walter Toman                              |
| 1967–1968                         | Ernst Florian Winter                      |
| 1968–1973                         | Gerhart Bruckmann                         |
| 1973–1980                         | Gerhard Schwödiauer                       |
| 1980–1983                         | Anatol Rapoport                           |
| 1984–1991                         | Hans Seidel                               |
| 1991–2012                         | Bernhard Felderer                         |
| 2012–2014                         | Christian Keuschnigg                      |
| 2015 – Februar 2016               | Sigurd Höllinger (interimistisch)         |
| März bis August 2016              | Thomas Czypionka (interimistisch)         |
| 1. September 2016 bis Jänner 2021 | Martin Kocher                             |
| ab Jänner 2021                    | Eva Liebmann-Pesendorfer (interimistisch) |
| ab Mai 2022                       | Klaus Neusser (interimistisch)            |
| seit 1. Juli 2023                 | Holger Bonin                              |

Von der Gründung 1963 bis zum Jahr 1983 gab es neben dem Direktor jeweils auch einen beigeordneten Direktor. Beide Funktionen wurden durch Vertrauenspersonen der beiden damaligen Regierungsparteien ÖVP bzw. SPÖ besetzt. In dieser Zeit wurden insgesamt sieben Direktoren von fünf verschiedenen beigeordneten Direktoren begleitet.

### Beigeordnete Direktoren
| Zeitraum  | Name                |
| --------- | ------------------- |
| 1963–1964 | Adolf Kozlik        |
| 1965–1966 | Fritz Kolb          |
| 1971–1973 | Gerhard Schwödiauer |
| 1973–1983 | Erhard Fürst        |